# Пиэжунги
Пиэжунги — пресноводное озеро на территории Юшкозерского сельского поселения Калевальского района Республики Карелии.

## Общие сведения
Площадь озера — 1,4 км². Располагается на высоте 131,4-131,7 метров над уровнем моря.
Форма озера лопастная, продолговатая: оно вытянуто с севера на юг. Берега изрезанные, каменисто-песчаные, местами заболоченные.
Через озеро течёт безымянный водоток, который, протекая выше через озеро Пурно и ниже через озеро Суола, впадает по правому берегу в реку Кепу. Кепа в свою очередь впадает в озеро Кулянъярви, через которое протекает река Кемь.
В озере расположено не менее пяти безымянных островов различной площади.
У южной оконечности озера проходит лесовозная дорога.
Код объекта в государственном водном реестре — 02020000911102000005872.